# Episodi di Un ciclone in convento (terza stagione)
La terza stagione di Un ciclone in convento è stata trasmessa sul canale tedesco Das Erste dal 6 gennaio al 6 aprile 2004.
In Italia è andata in onda su Rai 1 dal 21 gennaio al 10 febbraio 2005 ,poi il 22 luglio sempre in prima serata ed infine dal 28 luglio al 4 agosto 2006 in tarda mattinata. La terza stagione ha subito una sospensione da parte di Rai 1 a causa degli ascolti non soddisfacenti: la serie è andata in onda sempre al venerdì sera e ha mantenuto quasi costantemente i suoi telespettatori ma nulla ha potuto con i programma-punta della concorrenza come Paperissima e Zelig che totalizzavano rispettivamente una media di 9 e 10 milioni di telespettatori. Dopo la cancellazione il telefilm è ritornato in prima serata il 22 luglio 2005 ma è stato nuovamente sospeso e relegato in day time a causa dei bassi ascolti.
| n° | Titolo originale   | Titolo italiano               | Prima TV originale | Prima TV Italia | Telespettatori | Share  |
| -- | ------------------ | ----------------------------- | ------------------ | --------------- | -------------- | ------ |
| 1  | Hochzeitsglocken   | Campane a festa               | 6 gennaio 2004     | 21 gennaio 2005 | 4.277.000      | 17,60% |
| 2  | Lebendig begraben  | Addio, Mausi...               | 13 gennaio 2004    | 28 gennaio 2005 | 4.691.000      | 16,32% |
| 3  | Millionenerbin     | Milioni e milioni             | 20 gennaio 2004    | 28 gennaio 2005 | 4.177.000      | 16,29% |
| 4  | Die falsche Nonne  | L'abito non fa la monaca      | 27 gennaio 2004    | 4 febbraio 2005 | 4.266.000      | 14,50% |
| 5  | Trojanisches Pferd | Intrighi e strategie          | 10 febbraio 2004   | 4 febbraio 2005 | 3.822.000      | 14,26% |
| 6  | Blinder Passagier  | Un bello scherzo              | 17 febbraio 2004   | 22 luglio 2005  | 2.768.000      | 15,09% |
| 7  | Ratespiel          | Il re dei quiz                | 24 febbraio 2004   | 22 luglio 2005  | 2.635.000      | 15,10% |
| 8  | Notquartier        | La guerra è guerra            | 2 marzo 2004       | 28 luglio 2006  |                |        |
| 9  | Seitensprung       | La scappatella                | 9 marzo 2004       | 31 luglio 2006  |                |        |
| 10 | Eisprinzessin      | Fredde amicizie               | 16 marzo 2004      | 1º agosto 2006  |                |        |
| 11 | Rabenmutter        | Il grande stratega            | 23 marzo 2004      | 2 agosto 2006   |                |        |
| 12 | Schreckschuss      | Il Signore del piano di sopra | 30 marzo 2004      | 3 agosto 2006   |                |        |
| 13 | Gottesurteil       | L'uomo di Kaltenthal          | 6 aprile 2004      | 4 agosto 2006   |                |        |

## Campane a festa
- Titolo originale: Hochzeitsglocken

### Trama
La giovane Marie scappa dalla chiesa al momento del fatidico si del suo matrimonio perché è convinta che Martin la sposi solo per interessi. Lotte la aiuterà a riconciliarsi con il suo ragazzo. Woller attua un nuovo piano per ottenere lo sgombero del convento ma con l'aiuto di Marianne, Lotte scopre l'imbroglio e fa fare l'ennesima figuraccia al sindaco. Barbara viene colpita improvvisamente dalle doglie e dà alla luce la sua bambina nell'auto dell'agente Meier.

## Addio, Mausi...
- Titolo originale: Lebendig begraben

### Trama
La signora Benzicz risulta deceduta all'anagrafe, così Huber può rientrare in possesso dell'appartamento occupato dalla vecchia signora e procedere con lavori di restauro. La madre generale confida a Lotte, che ne rimane sconvolta, di averla segnalata come suo successore a Monaco. Intanto Meier investe involontariamente la gattina del sindaco, Mausi, e, spaventato per aver provocato la morte della bestiola e per la possibile reazione del sindaco, decide di non dirlo a nessuno se non a sorella Lotte.

## Milioni e milioni
- Titolo originale: Millionenerbin

### Trama
Un avvocato si rivolge al convento per avere informazioni su una donna che ha appena ereditato nove milioni di euro dal fratello defunto. Se la donna o i suoi eredi non verranno trovati, il denaro sarà devoluto al comune di Kaltenthal. Il sindaco ostacola in tutti i modi le ricerche dell`erede.

## L'abito non fa la monaca
- Titolo originale: Die falsche Nonne

### Trama
Durante una festa di compleanno, il sindaco Woller brinda un po' troppo e scrive una lettera d'amore a sorella Lotte. Il giorno dopo, passata la sbronza, cerca disperatamente di rientrare in possesso della lettera per distruggerla, ma non ci riesce. Intanto una ladruncola entra furtivamente nel convento di Kaltenthal e ruba una tonaca e il portafoglio di sorella Julia.

## Intrighi e strategie
- Titolo originale: Trojanisches Pferd

### Trama
Durante un seminario in convento un giovane, capo di una società in crisi, avvicina di proposito una imprenditrice di successo nel tentativo di risolvere i problemi della sua azienda. Nel frattempo, la Madre Generale è chiamata in Vaticano e vuole che Lotte prenda il suo posto.

## Un bello scherzo
- Titolo originale: Blinder Passagier

### Trama
Woeller trova finalmente un testimone che ha filmato l'agente Maier mentre investe Mausi, ma quando decide di usare il video come prova, scopre che si è cancellato. La Madre Generale decide di non accettare più l'incarico a Roma e Lotte le confessa che lei e sorella Mechthild si erano messe d'accordo per non farla dimettere.

## Il re dei quiz
- Titolo originale: Ratespiel

### Trama
L'agente Meier, costretto a partecipare a un quiz televisivo a cui l'ha iscritto sua nonna, fa una figuraccia e abbandona la trasmissione. Intanto il sindaco riesce a cacciare le suore dal convento, ma sorella Lotte non si dà per vinta.

## La guerra è guerra
- Titolo originale: Notquartier

### Trama
Esasperato dalla presenza delle suore in casa sua, Woller passa la notte in uno chalet. La reverenda Madre, una volta venuta a conoscenza conoscenza del trasferimento delle sorelle dal sindaco, decide di recarsi a Kaltenthal per discutere con sorella Lotte, ma quest'ultima le propone un valido progetto per salvare il convento. Il consiglio comunale sembra compiaciuto delle idee delle sorelle e Woller è adirato.

## La scappatella
- Titolo originale: Seitensprung

### Trama
Mentre il progetto di sorella Lotte per il centro congressi viene approvato e attrae investitori, la nuora di Woller scopre il marito con l'amante. Ma sorella Lotte risolverà tutto. Nel frattempo le sorelle tornano in convento e sorella Julia prende il posto di sorella Hildegard a Monaco, che, a sua volta, si trasferisce a Kaltenthal, cominciano a lavorare all'asilo.

## Fredde amicizie
- Titolo originale: Eisprinzessin

### Trama
Il rapporto fra Annegret e Sylvia, due giovani pattinatrici, rischia di incrinarsi durante una gara. L'allenatore della prima infatti ha manomesso i pattini dell'altra.

## Il grande stratega
- Titolo originale: Rabenmutter

### Trama
Julia confida a sorella Lotte che probabilmente la banca di suo padre non potrà finanziare il centro congressi. Intanto, la vulcanica suora segue il caso di una bambina data in affidamento.

## Il Signore del piano di sopra
- Titolo originale: Schreckschuss

### Trama
Mentre è attiva per organizzare una dimostrazione contro la posa della prima pietra, Lotte sviene e entra in coma. Ricoverata in ospedale, dopo alcune ore si riprende, intanto la madre generale, informata della protesta, arriva a Kaltenthal dove intende comunicare a Lotte che vuole trasferirla in Canada in una missione esquimese. Woeller intanto, viene incolpato del malore di Lotte e dato che in cuor suo la stima molto, fa il voto di rinunciare al Centro Congressi in cambio della sua guarigione. Quando viene a sapere che Lotte sta meglio, Woeller si convince che sia tutto merito della sua capacità di trattare col “Signore del piano di sopra”.

## L'uomo di Kaltenthal
- Titolo originale: Gottesurteil

### Trama
Nonostante il voto fatto, Woeller decide di andare avanti col suo progetto e fissa la cerimonia della posa della prima pietra. Lotte, che non si vuole arrendere, gira per la cittadina con un furgone munito di altoparlante invitando tutti a manifestare contro questa iniziativa. Woeller avverte la madre generale, che intima alle suore di lasciare immediatamente il convento. Intanto Max organizza un “matrimonio a sorpresa” e riesce finalmente a sposare Barbara. Al convento la cerimonia ha inizio, ma non appena la ruspa si mette in moto, compaiono i resti di un'antica tomba che sembra risalire all'età della pietra.